# ハワイ諸島

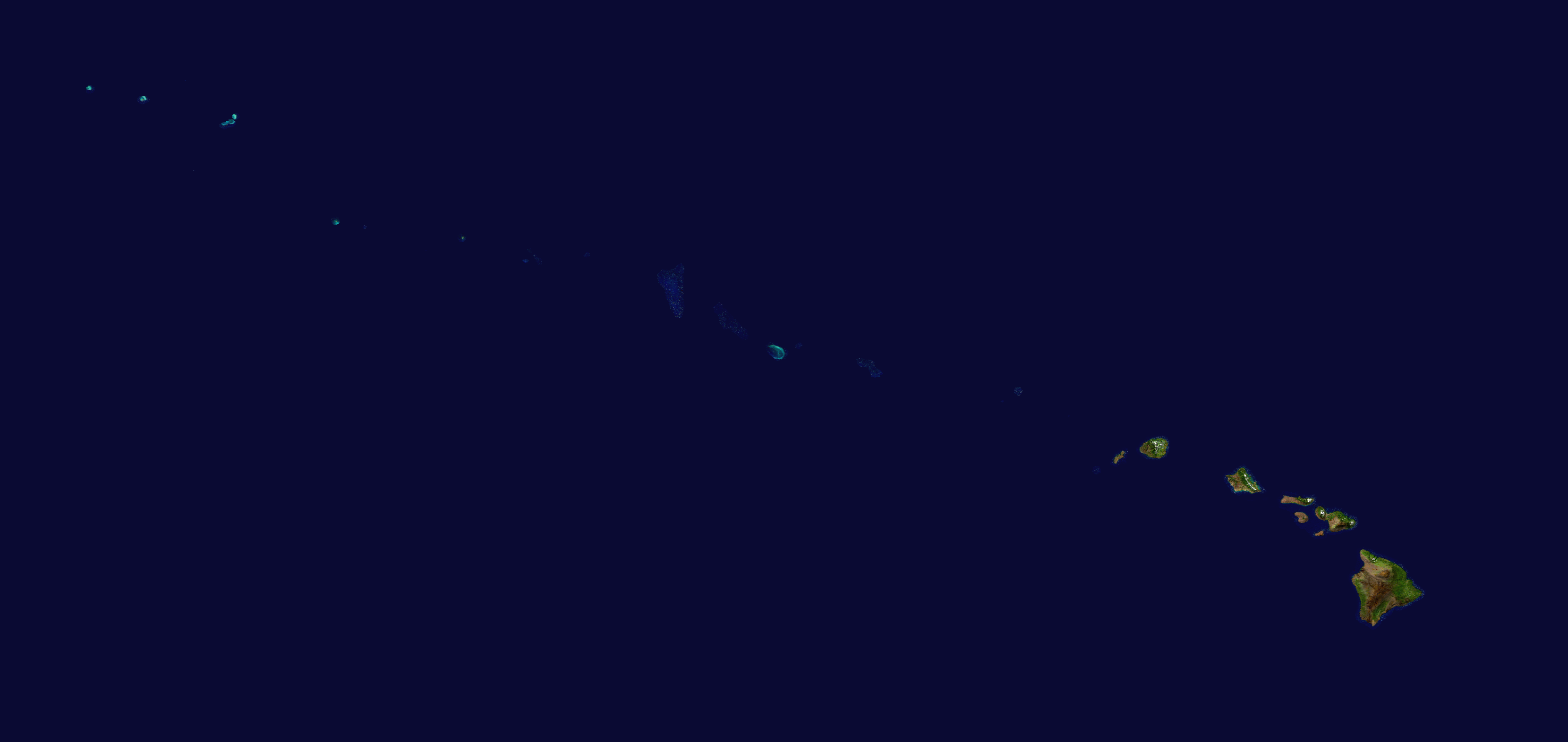
NASAの人工衛星写真に基づくハワイ諸島の合成画像（2002年）

ハワイ諸島（ハワイしょとう、ハワイ語:Hawaiian Islands、英語:Hawaiian Islands）は、北緯19度から29度の間、北太平洋の北西部微南東部方向にある、多数の島と環礁からなる諸島である。行政上のハワイ諸島はアメリカ合衆国の領土であるが、地理学による六大州の分類ではオセアニアに属し、オセアニアの海洋部の分類ではポリネシアに属している（ハワイ諸島北西にあるミッドウェー環礁がポリネシアの最北端とされる）。
一直線に並ぶハワイ諸島は、ホットスポットによる火山形成とプレート（太平洋プレート）の移動によって成立した。さらに北西には水没した火山（海山）も連なっており、ハワイ-天皇海山群を形成している。
諸島の名を日本では「ハワイ（諸島）」と呼び倣わしているが、「ハワイ」のハワイ語はhawaiʻi[hawaiʔi]であり、iʻiは母音の連続ではなく2つのiの間に声門閉鎖音の子音が挟まって「ハワイッイ」に近い発音となる。

## 歴史
ハワイ諸島は現在は、アメリカ合衆国領であるが、かつてはマルケサス諸島やタヒチから航海カヌーで来住したポリネシア系の人々が幾つかの王国を造っていた。
最初にハワイ諸島への植民が行われた時期には諸説あるが、かつてコンピュータ・シミュレーションによって古代ポリネシア人の偶然漂流説をほぼ論破したことでも知られるポリネシア考古学の権威の一人、ジェフリー・アーウィンは8世紀ごろではないかとしている。
記録に残っている限り、この諸島に最初にヨーロッパ人が来航したのは1778年のジェームズ・クックに率いられた探検隊であった。当時イギリス海軍本部管理委員会の長だった第4代サンドウィッチ伯爵ジョン・モンタギューの名を取って、この諸島は「サンドイッチ諸島」と命名された。

## ハワイ諸島の島々
ハワイ諸島は以下の19の島および環礁からなり、総面積は約28,313km2である。
8つの主要なハワイ諸島 ：南から順に掲載。カホオラウェ島には人間が住んでいないという記述も散見されるが、実際にはプロテクト・カホオラウェ・オハナ (Protect Kaho`olawe `Ohana) というNPOのスタッフがこの島に居住して環境回復活動を行っている。ウィンドワード（windward、風上）諸島とも呼ばれる。
- ハワイ島（Island of Hawai‘i、または、Big Island）
- マウイ島（Maui Island）
- カホオラウェ島（Kaho‘olawe Island）
- ラナイ島（Lāna‘i Island）
- モロカイ島（Moloka‘i Island）
- オアフ島（O‘ahu Island）州都ホノルルの所在地
- カウアイ島（Kaua‘i Island）
- ニイハウ島（Ni‘ihau Island）

小さな島、環礁、および、暗礁（ニイハウ島の北西に連なり、北西ハワイ諸島、リーワード（leeward、風下）諸島と呼ばれる。ミッドウェー環礁以外は現在は無人島であるが、かつてはポリネシア人のコミュニティが存在した島もある）。
- カウラ島（Kaula Island）
- ニホア島（Nihoa Island）
- ネッカー島（Necker Island）
- ディサピアリング島（Disappearing Island）
- フレンチフリゲート瀬（Frenchi Frigate Shoals）
- ガードナー尖礁（Gardner Pinnacles）
- マロ環礁（Maro Reef）
- レイサン島（Laysan Island）
- リシアンスキー島（Lisianski Island）
- パールアンドハーミーズ環礁（Pearl and Hermes Reef）
- ミッドウェー環礁（Midway Atoll）
- クレ環礁（Kure Atoll）

ミッドウェー環礁以外はハワイ州に属している。

## 地質

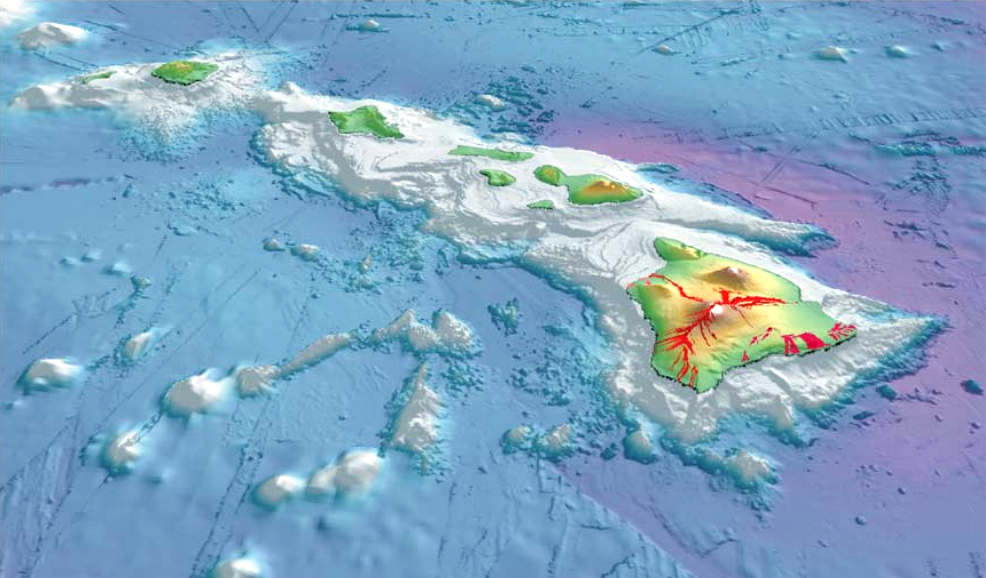
ハワイ諸島の3DCG図

太平洋プレートが北西方向へ、100万年間に51kmという速度で移動しているため、その上にある列島は北西にある島ほど古く、侵食された期間も長いために小さい。

### 火山
最近200年間で活動した火山は最南東のハワイ島にしかなく、さらにその南東海中にはロイヒ海山（en）という海底火山が成長している。アメリカ合衆国地質調査所のハワイ火山観測所が最近の火山活動を報告し、画像と解析結果を提供している。
ホットスポットで生成されるマグマのほとんどが玄武岩組成を示し、ハワイの火山のほとんどすべてが玄武岩や粗粒の斑れい岩で形成される。ハワイ島はキラウエア火山、マウナロア山、フアラライ山、マウナケア山、コハラ山地の5つの火山でできている。そのうち半分を占めるのがマウナロア山である。海抜4,000mを超え、海中部分は5,000mに達する。噴火のタイプはハワイ式と呼ばれ、流動性のある玄武岩溶岩が流れ出すもので、環太平洋地域で見られる安山岩の激しく危険な噴火と異なる。
最近の火山活動としては、日本時間2018年5月17日午後11時ごろキラウェア火山が噴火し9千メートル以上の高さにまで噴煙が達した。

### 津波
太平洋海底下で発生した地震が引き起こす津波は時速900kmもの速さで何千kmも離れた所まで伝わる。1960年のチリ地震による津波はハワイ島ヒロで、その湾形によって波高が10mに増幅され、死者61名、重傷282名を出した。ハワイ諸島の火山活動や大規模地すべりも原因になると考えられる。ハワイ沿岸には津波注意サイレンが設置されている。

### 地震
ハワイ州はアメリカ合衆国で第3位の地震発生州である。地震はもっぱら火山性のもので、最近では2006年10月15日にハワイ島北西海岸でマグニチュード6.7の地震が発生し、5分後に5.7の余震があった。道路や建物に被害が生じ、240km離れたホノルルでも有感であった。いくつかの島で停電になった。全州で災害宣言がなされ、津波警報が発せられたが、死者や重傷者は出なかった。
日本時間で2018年5月5日7時32分頃ハワイ諸島にてM6.9の地震が観測された。

## 気候

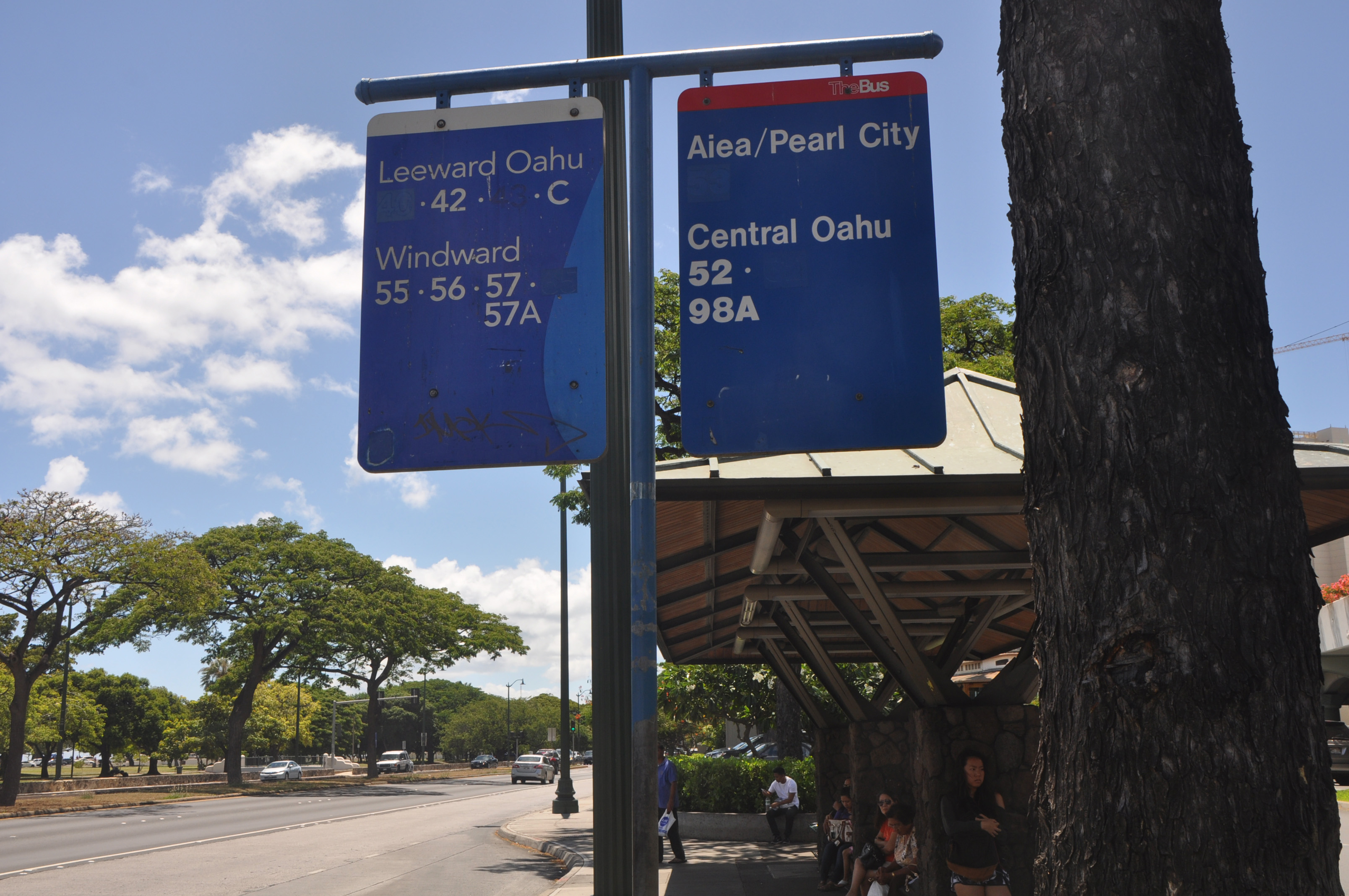
「風上と風下」（Windward and Leeward）は、ハワイ諸島・オアフ島のバスの行き先表示（左側）での分類にも使われている（アラモアナセンター付近で）

ハワイ諸島は北緯20度前後にあり、温暖な気候の晴天が続く。北東貿易風が年間を通じて卓越し、一般に4月～9月が乾季、10月～3月が雨季といわれるが、各島によって違う。結果として、世界的に稀少な熱帯夏季少雨気候（As）がハワイ諸島の大部分を占める。
ハワイ島やマウイ島などの中央に高い山がある島では、北東貿易風が山にぶつかり雨雲を発生させるために、島の北東側斜面（例えばハワイ島のヒロ）は湿潤で雨量が極めて多く、他方で島の南西側斜面（コナ）では雨量が少なく乾燥する。しかし雨季といっても日本の梅雨のように雨が降り続くことはなく、また昼間晴れていても午後遅くにはスコールで大雨が降り、そのあとは晴天になることが多い。 
各島で「風上と風下」の考え方は日常生活にも普及していて、オアフ島のバスの行き先に風上方面（北東）の何々行き、風下方面（南西）の何々行きなどと表示されている。

### ハリケーン
7月から12月にかけて、メキシコのカリフォルニア半島沖で発生した熱帯低気圧が西に進んで、ハワイ諸島を襲うことがある。しかし、海水温が比較的低い東太平洋を移動するうちに弱まるため、ハリケーンクラスで襲ったものは過去63年間に4回しかなく、それより弱い熱帯低気圧が多い。

## 生物相
一般に海洋島は他の陸塊との連絡を持つことがないため、そこに棲息する生物は海を越えて到着することの出来る限られたものに由来し、それがその地で独自に種分化した結果となる。したがってその生物相は大陸のそれにくらべて大きく偏りがあり、また少数の種のみしか存在しない環境で種分化が繰り返される結果として大きな適応放散が見られる例が多い。ハワイ諸島はその著しい例でもあり、きわめて多くの固有種を持っていた。ただし、現在では広範囲に移入種が広がり、原生自然はひどく損害を受けている。移入は偶発的なものもあるが、積極的に人の手で行われた例も多い。
鳥類では海鳥を別にすると、在来の種が77種あるが、1種をのぞいて固有種である。特にハワイミツスイ類はすべて固有種で、45種がある。時に科としてまとめられることがあり、その場合、科のレベルで固有となる。他方でほ乳類では在来種はコウモリの1種しかなく、それ以外のすべてのものは人間が持ち込んだものである。
陸産貝類は1000種以上の固有種がある。これらは10科37属に分類され、そのうち19属がこの諸島に固有である。
クモ類では世界の科100あまりの内でわずか10科しかなく（琉球列島には45科）、中でもヒメグモ科イソウロウグモ属やアシナガグモ科アシナガグモ属、カニグモ科ハナグモ属で大規模な適応放散が見られる。
昆虫では分類群毎のバランスが崩れているのが大きな特徴となっている。たとえばコウチュウ目の重要な群であるカミキリムシ科とハムシ科は、多くの地域で同程度の種数を抱えるが、この地域ではカミキリムシ科に1000種以上の固有種があるのに対して、ハムシ科では固有種がない。また、セミが完全に欠ける。
植物では自生種が1800種ほど、そのうちシダ植物が200種ほどである。その内の85%がこの諸島の固有種である。特に適応放散が著しいのがキキョウ科（あるいはサワギキョウ科）のキアネア Cyanea 属とイワタバコ科のミズビワソウ属である。前者では背の低い多年草からヤシのような外見の高さ10mに達する高木までがある。
熱帯雨林から砂漠地帯の低木林、汀線から高山までの様々な生態系があるため、ハレアカラ国立公園とハワイ火山国立公園一帯は1980年にユネスコの生物圏保護区に指定された。近年はカナリア諸島、アゾレス諸島原産のミリカ・ファヤが外来種として侵入している。